# Tàldom
Tàldom - Талдом (rus) - és una ciutat de l'óblast de Moscou, a Rússia. Es troba a 110 km al nord de Moscou.

## Història
Tàldom fou fundada el 1677. Al segle xix es convertí en un centre de la indústria sabatera. Rebé l'estatus de ciutat el 1918. Fou la primera ciutat rebatejada com Léninsk en honor del dirigent de la Unió Soviètica Vladímir Lenin, que encara era viu. El 1929 la ciutat recuperà el seu nom original.

## Demografia
| 1897  | 1926  | 1939  | 1959   | 1970   | 1979   | 1989   | 2002   | 2008   | 2009   | 2014   |
| ----- | ----- | ----- | ------ | ------ | ------ | ------ | ------ | ------ | ------ | ------ |
| 1 200 | 6 000 | 9 900 | 10 400 | 11 900 | 13 100 | 14 410 | 13 334 | 12 635 | 12 321 | 13 325 |